# Mord in der Hochzeitsnacht
Mord in der Hochzeitsnacht (Originaltitel: Fallen Angel) ist ein US-amerikanischer Film noir des Regisseurs Otto Preminger aus dem Jahr 1945 mit Alice Faye und Dana Andrews in den Hauptrollen. Vorlage war der 1945 erschienene Roman Fallen Angel von Marty Holland.

## Handlung
Eric Stanton muss einen Überlandbus verlassen, da er nicht genug Geld für den Fahrschein hat. Er wird in einer Kleinstadt aus dem Fahrzeug geworfen und verbringt die Nacht in einem nahegelegenen Lokal. Dort warten bereits etliche Personen auf die Ankunft der attraktiven Kellnerin Stella, darunter der ehemalige Polizist Mark Judd. Kurze Zeit später taucht Stella auf. Eric nimmt bald nach der Begegnung eine Stelle als Assistent bei Professor Madley, einem angeblichen Wahrsager, an. Seine erste Handlung besteht darin, die altjüngferliche Clara Mills, die Tochter des ehemaligen Bürgermeisters, aufzusuchen. Dort trifft er auf die jüngere Schwester von Clara, die sehr hübsche June Mills. June ist auf der Stelle von Eric angetan und hilft ihm, Clare von einem Besuch bei Professor Madley zu überzeugen. Bei der Gelegenheit erfährt Eric auch von den wohlgeordneten Finanzen der Mills-Schwestern, die über erheblichen Reichtum aus einer Erbschaft verfügen.
Eric verfolgt in der Zwischenzeit Stella mit seinen Absichten, doch die junge Frau will ihn nicht heiraten, ehe er ihr ein Heim bieten kann. Angestachelt von Gier und Lust versucht Eric alles, was in seiner Macht steht, um Geld zu verdienen. Er fasst den Plan, die etwas unbedarfte June zu heiraten und um ihr Erbe zu betrügen. Gleichzeitig hat Stella keine Hemmungen, sich von anderen Männern aushalten zu lassen. Eric heiratet June bei einem Besuch in San Francisco übereilt, um Clara vor vollendete Tatsachen zu stellen. Noch in der Hochzeitsnacht sucht Eric Stella auf und versichert ihr, seine Heirat sei nur eine Scheinehe, doch sie glaubt ihm nicht und weist ihn zurück. Ihre Auseinandersetzung wird von Clara belauscht. 
Am nächsten Morgen stellt June Eric zur Rede. Er will sich verteidigen, doch in der Zwischenzeit wird er wegen des Mordes an Stella gesucht. Nachdem zunächst einige andere Verdächtige befragt werden, behauptet der Polizist Mark Judd, Eric sei der Mörder. Eric und June fliehen. Am Ende wird der wahre Mörder entdeckt: Mark Judd hat Stella aus Eifersucht ermordet. Eric und June freuen sich auf eine glückliche Zukunft.

## Hintergrund
Alice Faye war bis Anfang der 1940er Jahre der bedeutendste weibliche Star der 20th Century Fox. Ihre Popularität verdankte sie Auftritten in kostspieligen Musicals wie Tin Pan Ally, Alexander’s Ragtime Band und Springtime in the Rockies. Mit dem Aufkommen von Betty Grable war ihr Status jedoch im Schwinden, hinzu kamen nahezu ununterbrochene Streitereien mit dem Studiochef Darryl F. Zanuck. Beide Seiten konnten sich zunächst für Monate nicht auf ein neues Filmprojekt einigen. Die Wahl fiel schließlich auf Fallen Angel, die Verfilmung eines Bestsellers von Marty Holland, die auch The File von Thelma Jordan verfasste. Alice Faye ließ sich überzeugen, endlich eine dramatische Rolle zu übernehmen, kam jedoch überhaupt nicht mit Otto Preminger aus. Die Dreharbeiten verliefen unfreundlich und am Ende kam es zum Eklat. Faye sah den Endschnitt des Films und kam zu der Überzeugung, dass ihre Rolle zu Gunsten von Linda Darnell erheblich verkleinert worden war. Zudem seien einige ihrer besten Szenen herausgeschnitten worden. Dem Vernehmen nach war die Schauspielerin so wütend, dass sie in ihr Auto stieg und nie wieder in das Studio zurückkehrte.

## Kritiken
Bei seiner Uraufführung erhielt der Film nur durchwachsene Kritiken. Erst später wurde er als ein Hauptwerk des Film Noir entdeckt. Der Film wurde zu seinen Ungunsten mit Laura verglichen, den Preminger mit Dana Andrews und Gene Tierney 1944 auf die Leinwand gebracht hatte.
- Der film-dienst bezeichnete den Film Jahre später als einen

von exzellenten Darstellern getragener „film noir“, der den dem Genre immanenten Zynismus nutzt, um die dunklen Seiten menschlicher Leidenschaften transparent zu machen; hervorragend inszeniert und fotografiert.

## Synchronisation
Eine deutsche Synchronfassung entstand 1989 für das Fernsehen der DDR.
| Rolle            | Darsteller       | Synchronsprecher DDR |
| ---------------- | ---------------- | -------------------- |
| Eric Stanton     | Dana Andrews     | Michael Telloke      |
| Stella           | Linda Darnell    | Claudia Wenzel       |
| Mark Judd        | Charles Bickford | Hansjürgen Hürrig    |
| Clara Mills      | Anne Revere      | Waltraut Kramm       |
| Dave Atkins      | Bruce Cabot      | Kristof-Mathias Lau  |
| Professor Madley | John Carradine   | Eckhard Bilz         |
| Joe Ellis        | Olin Howland     | Hasso Zorn           |